# 문예봉
문예봉(文藝峰, 1917년 1월 3일~1999년 3월 26일)은 일제강점기, 조선민주주의인민공화국의 영화 배우이다. 본명은 문정원(文丁元), 창씨개명 당시의 이름은 하야시 데이켄(林丁元)이다.

## 생애
1917년 함경남도 함흥에서 출생했다고 알려져 있으나, 고향은 함흥이되 출생지는 경성부라는 설도 있다. 어머니를 일찍 여의고 교육도 제대로 받지 못하는 어려운 유년 시절을 보낸 끝에, 배우였던 아버지 문수일을 따라 유랑극단에 흘러 들어가 연기를 시작했다.
13세 무렵에 이미 무대에 서서 아역 배우가 되었고, 처음 어른 역할을 맡은 것은 15세 때로 남자 역할이었다. 무성 영화 《임자 없는 나룻배》(1932)에서 주인공 뱃사공의 딸 역을 맡아 나운규와 공연한 것을 계기로 일약 스타가 되었고, 이후 청초한 이미지로 '화형(花形)', '백합꽃'이라는 별명을 달고 1930년대를 대표하는 여배우로서 자리잡았다.
《임자 없는 나룻배》 이후 두 번째로 출연한 영화가 조선에서 최초로 제작된 발성영화 《춘향전》이었다. 문예봉은 춘향 역으로 인기를 얻은 뒤 경성촬영소에 입사하여 경성촬영소 제작 영화에 잇달아 출연했다. 당시 인기 배우였던 김연실의 연기와 비교한 평을 보면, 김연실은 능숙한 연기인 반면 문예봉은 관습화되지 않은 신선한 연기로 표현되고 있다. 주로 맡은 배역은 아담하고 깨끗하며 동정심을 불러 일으키는 농촌 여성의 이미지였다. 함경도 사투리가 배어 있는 억양과 청아하지 못한 목소리는 약점이었다.
남편인 극작가 임선규와는 1933년 결혼했다. 태평양 전쟁 시기에 임선규가 친일 활동을 하면서, 문예봉도 전쟁을 미화하거나 지원병으로 참전할 것을 선동하는 어용 영화에 대거 출연함으로써 친일 예술 행위에 가담했다. 이 때문에 2008년 민족문제연구소의 친일인명사전 수록예정자 명단의 영화 부문에 포함되었다. 문예봉은 친일 영화 단체인 조선영화제작주식회사의 연기과 사원이었고, 총 9편의 친일 영화에 출연했다. 이 명단에는 남편인 임선규도 들어 있다. 친일반민족행위진상규명위원회에서는 문예봉을 심영과 함께 《일제강점하 반민족행위 진상규명에 관한 특별법》에 명시된 친일반민족행위 결정 심의 대상자 명단에 올렸지만 배우로서 친일반민족행위를 주도하기에는 상대적으로 낮다고 판단하여 기각했다.
광복 후 조선영화동맹에 가입하여 중앙집행위원을 맡았다가 1948년 월북하여 《내 고향》(1949)을 시작으로 《빨치산 처녀》, 《성장의 길에서》, 《다시 찾은 이름》 등 극영화에 출연했고, 한국 전쟁 때는 선무 공연으로 참전했다. 1952년 조선민주주의인민공화국 최초의 공훈배우 칭호를 받았다.
1960년대 중반부터 1980년 사이에는 외부에 드러난 활동이 전혀 없는데, 이 기간 동안 숙청당한 상태였다는 설이 있다. 1965년 《조선영화》 4월호에 게재한 수필에서 스승이자 동료 배우였던 나운규를 지나치게 찬양한 것이 빌미가 되어 지방의 협동농장으로 추방되었다가, 오랜 시간이 지난 후에야 복권되어 영화 《춘향전》(1980)에 '월매' 역으로 출연할 수 있었다는 것이다.
1982년 인민배우 칭호를 받았으며, 묘지는 애국렬사릉에 마련되어 있다.

## 주요 출연 작품
- 《임자 없는 나룻배》(이규환 감독, 1932)
- 《춘향전》(1935) 춘향 역
- 《춘풍》(박기채 감독, 1935)
- 《아리랑고개》(홍개명 감독, 1935) 총각 역
- 《그 후의 이도령》(1936)
- 《미몽》(양주남 감독, 1936) 애순 역
- 《장화홍련전》(이명우 감독, 1936) 장화 역
- 《무지개》(1936)
- 《나그네》(1937) 옥희 역
- 《인생항로》(안종화 감독, 1937)
- 《군용열차》(서광제 감독, 1938) 영심 역
- 《애련송》(김유영 감독, 1938)
- 《새 출발》(이규환 감독, 1938)
- 《수업료》(최인규 감독, 1940)
- 《수선화》(김유영 감독, 1940)
- 《집 없는 천사》(최인규 감독, 1941) 마리아 역
- 《지원병》(안석영 감독, 1941) 분옥 역
- 《창공》(이규환 감독, 1941)
- 《너와 나》(허영 감독, 1941)
- 《조선해협》(박기채 감독, 1943) 킨슈쿠 역
- 《태양의 아이들》(1944)
- 《사랑과 맹세》(최인규 감독, 1945)
- 《내 고향》(강홍식 감독, 1949) 옥단 역
- 《빨치산 처녀》(1954) 조옥희 역
- 《춘향전》(1980) 월매 역

## 문예봉이 등장한 작품
- 정선경 - 2001년 《동양극장》 KBS 드라마
- 배우 미상 - 2002년 《야인시대》SBS 드라마

## 같이 보기
- 문수일

## 참고 자료
- 강옥희,이영미,이순진,이승희 (2006년 12월 15일). 《식민지시대 대중예술인 사전》. 서울: 소도. 102~105쪽쪽. ISBN 978-89-90626-26-4.
- 조영복 (2002년 9월 10일). 〈임선규와 문예봉 - 극작가와 배우, 엇갈린 부부의 운명〉. 《월북 예술가, 오래 잊혀진 그들》. 서울: 돌베개. ISBN 978-89-7199-150-3.
- 박현희 (2008년 3월 30일). 《문예봉과 김신재 1932-1945》. 서울: 선인. ISBN 978-89-5933-116-1.